# Kel'el Ware
Kel'el Ware (Sherwood, Arkansas, 20 de abril de 2004) es un baloncestista estadounidense que pertenece a la plantilla de los Miami Heat de la NBA. Con 2,13 metros de estatura, juega en la posición de pívot.

## Trayectoria deportiva

### Universidad
Tras participar en su etapa de secundaria en los prestigiosos McDonald's All-American Game, Jordan Brand Classic y Nike Hoop Summit, jugó una temporada con los Ducks de la Universidad de Oregón, en la que promedió 6,6 puntos, 4,1 rebotes y 1,3 tapones por partido. Después de promediar 26 minutos jugados, 10,3 puntos, 5,6 rebotes y 1,4 tapones en los primeros nueve partidos de la temporada, Ware vio una disminución en el tiempo de juego debido a lo que el cuerpo técnico de Oregon creía que era una ética de trabajo inconsistente. Por ello al término de la misma solicitó ser incorporado al portal de transferencias.
Fue finalmente transferido a los Hoosiers de la Universidad de Indiana, donde asumió desde el principio el rol de titular. Acabó la temporada promediando 15,9 puntos, 9,9 rebotes y 1,9 tapones por partido, siendo incluido por la prensa en el segundo mejor quinteto de la Big Ten Conference y en el mejor quinteto defensivo. Se declaró elegible para el draft de la NBA, renunciando a su elegibilidad universitaria restante.

#### Estadísticas
| Año     | Equipo  | PJ | PT | MPP  | %TC  | %3P  | %TL  | RPP | APP | ROB | TPP | PPP  |
| ------- | ------- | -- | -- | ---- | ---- | ---- | ---- | --- | --- | --- | --- | ---- |
| 2022–23 | Oregon  | 35 | 4  | 15.8 | .457 | .273 | .712 | 4.1 | .5  | .4  | 1.3 | 6.6  |
| 2023–24 | Indiana | 30 | 30 | 32.2 | .586 | .425 | .634 | 9.9 | 1.5 | .6  | 1.9 | 15.9 |
| Total   | Total   | 65 | 34 | 23.3 | .538 | .337 | .660 | 6.7 | 1.0 | .5  | 1.6 | 10.9 |

### Profesional
Fue elegido en la decimoquinta posición del Draft de la NBA de 2024 por Miami Heat, con los que firmó contrato el 2 de julio. Debutó en la NBA en el primer encuentro de la temporada, el 23 de octubre de 2024 ante Orlando Magic. Su primer partido como titular llegó el 21 de enero de 2025 ante Portland Trail Blazers, donde consiguió un doble-doble de 20 puntos y 15 rebotes. Esa semana encadenó tres encuentros de más de 20 puntos y fue elegido Rookie del Mes de enero de la Conferencia Este.

## Estadísticas de su carrera en la NBA

### Temporada regular
| Año     | Equipo | PJ | PT | MPP  | %TC  | %3P  | %TL  | RPP | APP | ROB | TPP | PPP |
| ------- | ------ | -- | -- | ---- | ---- | ---- | ---- | --- | --- | --- | --- | --- |
| 2024-25 | Miami  | 64 | 36 | 22.2 | .554 | .315 | .687 | 7.4 | .9  | .6  | 1.1 | 9.3 |
| Total   | Total  | 64 | 36 | 22.2 | .554 | .315 | .687 | 7.4 | .9  | .6  | 1.1 | 9.3 |

### Playoffs
| Año   | Equipo | PJ | PT | MPP  | %TC  | %3P  | %TL | RPP | APP | ROB | TPP | PPP |
| ----- | ------ | -- | -- | ---- | ---- | ---- | --- | --- | --- | --- | --- | --- |
| 2025  | Miami  | 4  | 4  | 18.3 | .444 | .273 | –   | 4.8 | 1.0 | .3  | .5  | 4.8 |
| Total | Total  | 4  | 4  | 18.3 | .444 | .273 | –   | 4.8 | 1.0 | .3  | .5  | 4.8 |

## Vida personal
Es hijo de Tamika y Cedrick Spaight. Tiene dos hermanos, Javarus Ware y Kashis Spaight, además de dos hermanas, Dyamyn Ware y Jazzmyn Spaight.